# Alessio I Comneno
Alessio I Comneno (in greco medievale: Αλέξιος Α' Κομνηνός, Alexios I Komnēnos; Costantinopoli, 1057 – Costantinopoli, 15 agosto 1118) fu basileus dei romei dal 4 aprile 1081 fino alla morte.
Il suo regno, durato ben 37 anni, fu uno dei più lunghi dell'impero bizantino e anche uno dei più turbolenti. La sua ascesa al potere segnò la conclusione di un periodo costellato da guerre civili che avevano compromesso le solide strutture amministrative dell'età macedone mentre aumentavano le minacce esterne che mettevano a rischio persino la sopravvivenza stessa dell'Impero. In un tale contesto, i primi anni del regno di Alessio furono interamente dedicati alla guerra, prima contro i Normanni e poi contro i Peceneghi e i Selgiuchidi. Nei confronti degli ultimi riuscì a cogliere significativi successi, difendendo inizialmente con efficacia i confini dell'Impero, per poi riconquistare parte dell'Asia Minore grazie anche agli esiti della Prima crociata, nonostante i suoi rapporti con i crociati fossero difficili e non di rado ostili. 
Parallelamente all'intensa politica estera, Alessio portò a termine sostanziali riforme dell'intera amministrazione dell'Impero, fondando la legittimità della sua famiglia su una rete particolarmente fitta di alleanze matrimoniali. Grazie a lui la famiglia imperiale diventò il centro del potere. Infine, si occupò intensamente anche delle questioni religiose del suo tempo.
Alla sua morte, Alessio lasciò in eredità al figlio un territorio consolidato e ampliato; la sua opera restauratrice e riformatrice è considerata una delle più importanti nella storia dell'impero bizantino. Tuttavia, anche se nel breve e nel medio termine la sua azione fu un successo, il bilancio sul lungo periodo appare meno netto. Egli riuscì infatti a restaurare il potere imperiale solo imperfettamente, poiché la riconquista dell'Asia Minore non fu completa mentre l'economia iniziò ad accusare la concorrenza delle repubbliche italiane. È anche criticato per aver causato la fine di una rinascita culturale.

## Biografia

### Ascesa al trono e abdicazione di Niceforo III Botaniate
Alessio I Comneno era il figlio terzogenito di Giovanni Comneno e nipote di Isacco I Comneno. Giovanni non aveva accettato il trono del basileus al momento dell'abdicazione del fratello Isacco (22 novembre 1059), al quale di conseguenza succedettero quattro imperatori di altre casate fino al 1081.
Le fonti forniscono date diverse o approssimative per la nascita di Alessio I Comneno: secondo Anna Comnena Alessio avebbe avuto quattordici anni quando volle partecipare alla spedizione del 1070/1071, allora la sua data di nascita sarebbe da collocare tra il 1056 e il 1057. Sarebbe infatti salito al trono all'età di 24 o 25 anni. Secondo Giovanni Zonara autore successivo rispetto ad Anna Comnena, Alessio morì nel 1118 all'età di circa settant'anni, il che farebbe retrocedere la sua data di nascita al 1048 ma ciò è smentito dal fatto che Alessio sia stato il terzogenito di Anna Dalassena e Giovanni Comneno, nato quindi successivamente a Manuele Comneno (1044-1071) alla sorella Maria Comnena e a suo fratello maggiore Isacco Comneno. La sua data di nascita è quindi da collocare tra il 1053 e il 1057. Alessio entrò giovane nell'esercito e sotto Michele VII Ducas (1071-1078) e Niceforo III Botaniate (1078-1081) fu impiegato, insieme al fratello maggiore Isacco Comneno, contro i ribelli in Anatolia, Tracia e in Epiro nel 1071.
Il successo dei Comneni destò però la gelosia dell'imperatore Niceforo e dei suoi ministri, che li costrinsero a prendere le armi per difendere se stessi, contro la minaccia di attentati: questa almeno è la versione fornita dalla figlia Anna Comnena nella biografia di Alessio I, l'Alessiade. In realtà, la ribellione dei Comneni fu l'ultimo atto di una lunga serie di guerre civili, in cui i generali tentarono di rovesciare il regime senatoriale dell'aristocrazia della capitale, a quel tempo rappresentato dal vecchio imperatore Niceforo.
Alessio, in qualità di Grande domestico (μέγας δομέστικος), ossia comandante delle armate dell'Occidente, aveva già eliminato, al servizio di Botaniate, gli usurpatori Niceforo Briennio il Vecchio e Niceforo Basilacio nella battaglia di Kalavrye nel 1078. Alla fine del 1080 era insorto a Nicea anche Niceforo Melisseno, contro cui Alessio non intervenne. Il generale cercò prima di tutto l'appoggio di parte della corte, facendosi adottare dall'imperatrice Maria d'Alania, una principessa alana del Caucaso che si era sposata in prime nozze con Michele VII e poi in seconde nozze con il successore Niceforo III Botaniate.
Successivamente i Comneni si allearono con, la famiglia dei Ducas: sposata Irene Ducaena, figlia di Andronico Ducas (il traditore dell'imperatore Romano IV durante la battaglia di Manzicerta), Alessio ottenne l'appoggio del cesare Giovanni Ducas, coinvolgendo nella ribellione anche il suo braccio destro, Giorgio Paleologo. Rabbonito Niceforo Melisseno (diventato nel frattempo suo cognato sposando sua sorella Eudocia Comnena) con la promessa del titolo di Cesare, le due famiglie si incontrarono nell'accampamento Tzurullon, in Tracia, dove era stato radunato un esercito sotto il comando di Alessio per fermare l'imminente attacco normanno in Epiro. Le famiglie decisero che Alessio sarebbe stato incoronato basileus. Botaniate saggiamente non oppose resistenza (l'esercito di Alessio era appunto accampato a Tzurullon) e si ritirò in un monastero. Alessio quindi divenne imperatore la domenica di Pasqua, del 4 aprile 1081, all'età di venticinque anni.
Alessio, una volta divenuto imperatore, adottò il figlioletto di Michele VII e di Maria, il principe Costantino Ducas, proclamandolo suo erede al trono, e convivendo ufficialmente con Maria nel palazzo dei Mangani. Anna Comnena, nella sua Alessiade, rigetta sbrigativamente l'ipotesi che Alessio e Maria avessero una relazione, indicandola come una maldicenza nata nell'ambiente di corte per l'invidia verso la carriera fulminea di Alessio: la permanenza di Maria al palazzo sarebbe dovuta al fatto che era straniera, senza famiglia, e pertanto si sarebbe legata ai Comneni ben prima dell'abdicazione di Niceforo. Anna Comnena adduce a conferma la testimonianza di avere sentito direttamente dall'imperatrice Maria questa versione dei fatti (Anna infatti per un lungo periodo visse assieme a Maria nel palazzo dei Mangani). Il coinvolgimento di Alessio con Maria continuò e poco dopo la nascita di sua figlia Anna, che fu fidanzata a Costantino Ducas e trasferita a vivere al palazzo dei Mangani con lui e Maria. La situazione tuttavia mutò drasticamente nel 1087, quando nacque il figlio primogenito, Giovanni II Comneno: l'impegno di Anna con Costantino fu annullato, ella fu trasferita al palazzo imperiale per vivere con sua madre Irene e sua nonna, la formidabile Anna Dalassena, e la condizione di erede di Costantino finì. Alessio si estraniò da Maria, che venne privata del suo titolo imperiale, poco dopo l'adolescente Costantino morì e Maria fu confinata in un convento.

### Conflitti durante il regno di Alessio (1081-1091)

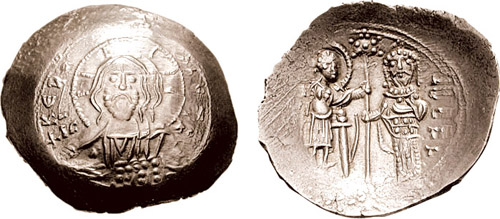
Questa moneta fu coniata da Alessio I Comneno durante la guerra contro Roberto il Guiscardo.

Il regno di Alessio durò quasi trentasette anni e fu caratterizzato da una serie quasi ininterrotta di conflitti, anche se l'imperatore riuscì quasi miracolosamente a evitare un attacco contemporaneo da Oriente e da Occidente. Nella fase iniziale del suo regno dovette respingere il formidabile attacco dei Normanni, condotto da Roberto il Guiscardo e suo figlio Boemondo, sbarcati nel 1081, con un forte esercito in Epiro forti dell'appoggio del papa Gregorio VII. Il papa era infatti impegnato nella guerra delle investiture con Enrico IV, imperatore del Sacro Romano Impero, e aveva bisogno dell'alleanza militare di Roberto: in cambio, il sovrano normanno ottenne una giustificazione formale dell'invasione.
Il 18 ottobre i Normanni sconfissero l'esercito imperiale nella battaglia di Durazzo. Grazie a questa vittoria, presero con facilità Durazzo, Valona e Corfù; in quest'ultima località, Alessio riportò la prima sconfitta della sua carriera militare. Nemmeno il sostegno veneziano era stato sufficiente a bloccare l'avanzata normanna, che dopo il blocco della flotta normanna a Durazzo aveva convinto l'imperatore nel maggio 1082 a ricompensare i Veneziani con la Crisobolla del 1082, con cui, oltre a concedere al doge Domenico Silvo il titolo di protosebastos e al Patriarca di Grado quello di hyperthymos, riconosceva soprattutto ai Veneziani il diritto di commerciare senza esazione di alcun dazio in tutti i territori dell'impero e di avere assegnato un quartiere a Costantinopoli affacciato sul Corno d'Oro.

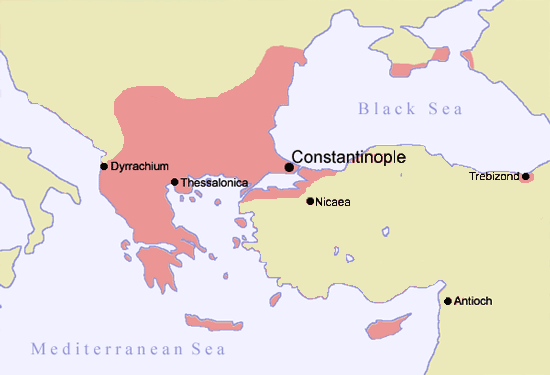
L'impero bizantino nel 1081.

Intanto, dissidi interni con il partito filo-tedesco (secondo Anna, frutto dell'alleanza fra Alessio ed Enrico IV) richiamarono Roberto in Italia e i domini normanni in terra bizantina furono affidati a Boemondo. Egli penetrò in profondità nel territorio bizantino, attraverso Joannina e Trikala, fino a Larissa, in Tessaglia, dove pose l'assedio il 23 aprile 1083. Alessio, che dall'esperienza fatta con Roberto si era convinto che «il primo assalto della cavalleria dei latini era irresistibile», decise di incominciare le operazioni con tattiche di guerriglia. Solo dopo vari tentativi decise lo scontro aperto e Alessio vinse nei dintorni di Larissa una fondamentale battaglia: Boemondo, imbaldanzito dai successi fino ad allora ottenuti, non seppe come reagire, e si ritirò verso le posizioni stabilite (Durazzo e Valona sulla costa), occupando Kastoria, e stabilendovi un forte distaccamento di conti, con a capo Gualtieri I di Brienne (che Anna chiama Bryennius). Alessio quindi assediò subito Kastoria, e la prese nell'ottobre/novembre del 1083, offrendo garanzie e denaro ai conti che fossero passati dalla sua parte. Boemondo, vedendo i rovesci militari e soprattutto il tradimento aperto di parte dei conti, non poté fare altro che salpare verso la Puglia e chiedere l'aiuto del padre, Roberto.

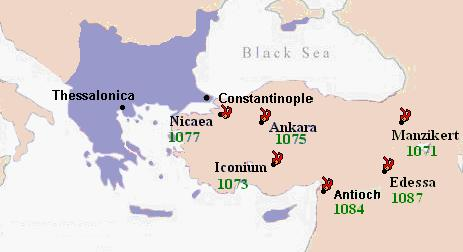
L'avanzata turca, dopo la battaglia di Manzicerta (1071), fino all'assedio di Edessa (1087).

Roberto ritornò quindi rapidamente in Grecia, ma fu ripetutamente sconfitto dai Veneziani in una serie di battaglie navali, di cui l'ultima fu la famosa battaglia di Butrinto. Riparò con la sua flotta a Corfù, ma improvvisamente si ammalò e morì a Cefalonia il 17 luglio 1085. Suo figlio Ruggero Borsa, appoggiato dalla madre Sichelgaita di Salerno, ereditò i domini paterni in Italia (a scapito di Boemondo) e nonostante le proteste di Boemondo decise che le sorti normanne in territorio bizantino fossero ormai segnate: tornò con il corpo di Roberto in Italia e dovette affrontare una furiosa tempesta nell'attraversare lo stretto di Otranto. Alessio (come dice Anna) «tirò un sospiro di sollievo» alla notizia che Roberto era morto, e riconquistò rapidamente i territori persi.
In Anatolia, la situazione rimase quasi sempre turbolenta: Alessio si trovava a dovere gestire una situazione molto difficile conseguente alla sconfitta di Romano IV nella battaglia di Manzicerta (1071). I turchi Selgiuchidi infatti, dopo quella vittoria, non vedendo pagato il loro tributo di liberazione nei confronti di Romano (che non era riuscito a riprendersi il trono), avevano invaso tutta l'Asia Minore. Intorno al 1080 Suleyman ibn Qutulmish, nipote del sultano selgiuchide Alp Arslan, il vincitore di Manzicerta, controllava già tutto il territorio dell'Asia Minore dalla Cilicia all'Ellesponto, fondando su questo territorio bizantino il sultanato di Rūm, cioè il "sultanato romeo", con capitale Iconio (attuale Konya). Alessio si rassegnò al fatto che tutta l'Asia minore fosse sotto dominio turco, e concluse un trattato di pace con Suleymān nel giugno 1081, con il quale al sultano veniva riconosciuto il dominio su Nicea e in cambio si impegnava a non saccheggiare la Bitinia con il suo capoluogo Nicomedia, che rimaneva in mano all'impero.
Dissidi interni fra gli eredi del sultano Malik Shah I, figlio di Alp Arslān, portarono a una frammentazione politica dell'immenso impero dei turchi Selgiuchidi e a una serie di guerre civili, nelle quali Suleymān fu costretto al suicidio presso Antiochia nel 1085. Ciò permise ad Alessio di concentrarsi per circa un decennio sul fronte europeo; tuttavia, nel caos che regnava nei territori turchi, l'emiro selgiuchide Abū l-Qāsim si impadronì di Nicea, e giunse ad attaccare Nicomedia, mentre l'emiro Çaka (Zachas, o Tsacha) occupava Smirne e le isole di Lesbo e Chio con una potente flotta corsara, nel 1090.

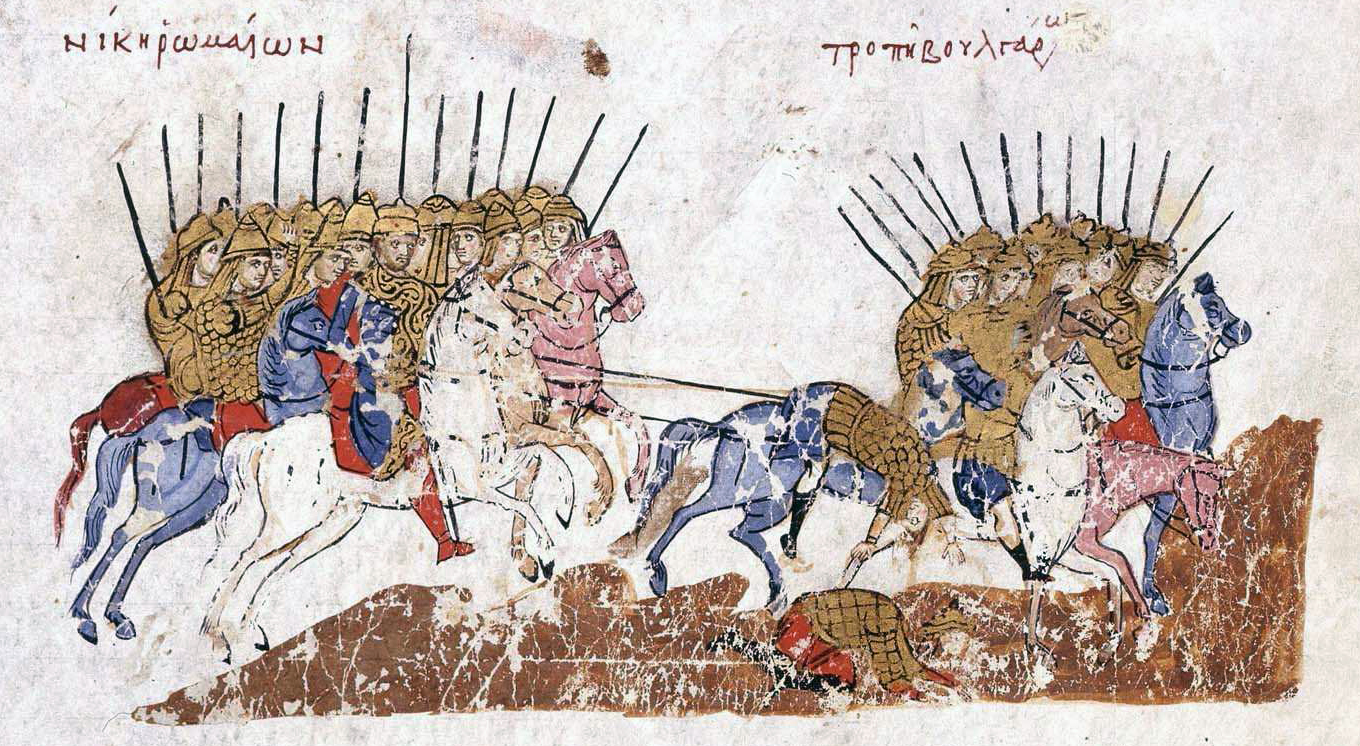
Carica di catafratti: Cronaca di Giovanni Scilitze, Codex Græcus Matritensis, Biblioteca Nacional de España, Madrid.

In Occidente, dopo le trionfanti conquiste di Basilio II Bulgaroctono che aveva annesso l'impero di Bulgaria, nuove invasioni dei Peceneghi e poi dei Cumani in Tracia avevano riportato i Balcani nel caos: per di più i manichei Bogomili avevano fatto causa comune con questi nuovi popoli invasori.

In particolare, i Peceneghi, di molto superiori numericamente all'esercito bizantino, giunsero a minacciare da vicino Costantinopoli, mentre Çaka con la sua flotta si apprestava all'assedio dal mare, intuendo che il punto debole della città era proprio sul mare. Allo stesso tempo, Çaka prendeva accordi con i Peceneghi, in modo che occupassero il Chersoneso.
L'inverno 1090-1091 fu il più duro del regno di Alessio: l'incubo di un attacco contemporaneo sulla capitale da est e da ovest si stava avverando, mentre «il durissimo inverno bloccava le uscite su ogni lato, via terra e via mare». Alessio si salvò con il primo dei suoi capolavori politici: si alleò con i Cumani, una popolazione nomade di lingua turca che era penetrata nei Balcani assieme ai Peceneghi, seguendo il vecchio schema romano di alleanza con i barbari. La battaglia decisiva si ebbe ai piedi del monte Levunium (Levounion), presso il fiume Maritza, il 29 aprile 1091, e si risolse in una quasi completa distruzione dei Peceneghi. Anna Comnena riporta la grandissima impressione che fece a Costantinopoli questa grandiosa vittoria, che veniva dopo decenni di continue sconfitte per l'Impero:
Rotto l'accerchiamento, fu facile sbarazzarsi di Çaka: Alessio, anche in questo caso, compì un piccolo capolavoro. Nel 1092 a Suleymān era succeduto come sultano suo figlio Qilij Arslan I, salito al trono dopo l'assassinio di Abū l-Qāsim, consolidando in questo modo il potere della dinastia selgiuchide di Rūm in Asia Minore. Alessio volse quello che poteva essere un pericolo potenziale a suo vantaggio, rinnovando il vecchio trattato di pace con Qilij Arslan, e servendosi dell'amicizia del sultano per eliminare Çaka, che venne brutalmente assassinato, nel 1092, nonostante fosse suocero del nuovo sultano.
Questa doppia vittoria rappresenta il primo grande successo della politica spregiudicata di Alessio, e sarà un paradigma anche per i successivi anni di regno: Alessio, avendo usato i Cumani contro i Peceneghi e Qilij Arslan contro Çaka (e prima ancora, i Veneziani contro i Normanni), non esiterà a usare i Turchi contro i Crociati e i Crociati contro i Turchi, in un alternarsi di alleanze che apparirà come codardia agli occhi degli storici occidentali, ma che rappresentò il genio dell'uomo e la massima raffinatezza della diplomazia bizantina.

### La Prima Crociata (1096-1099)

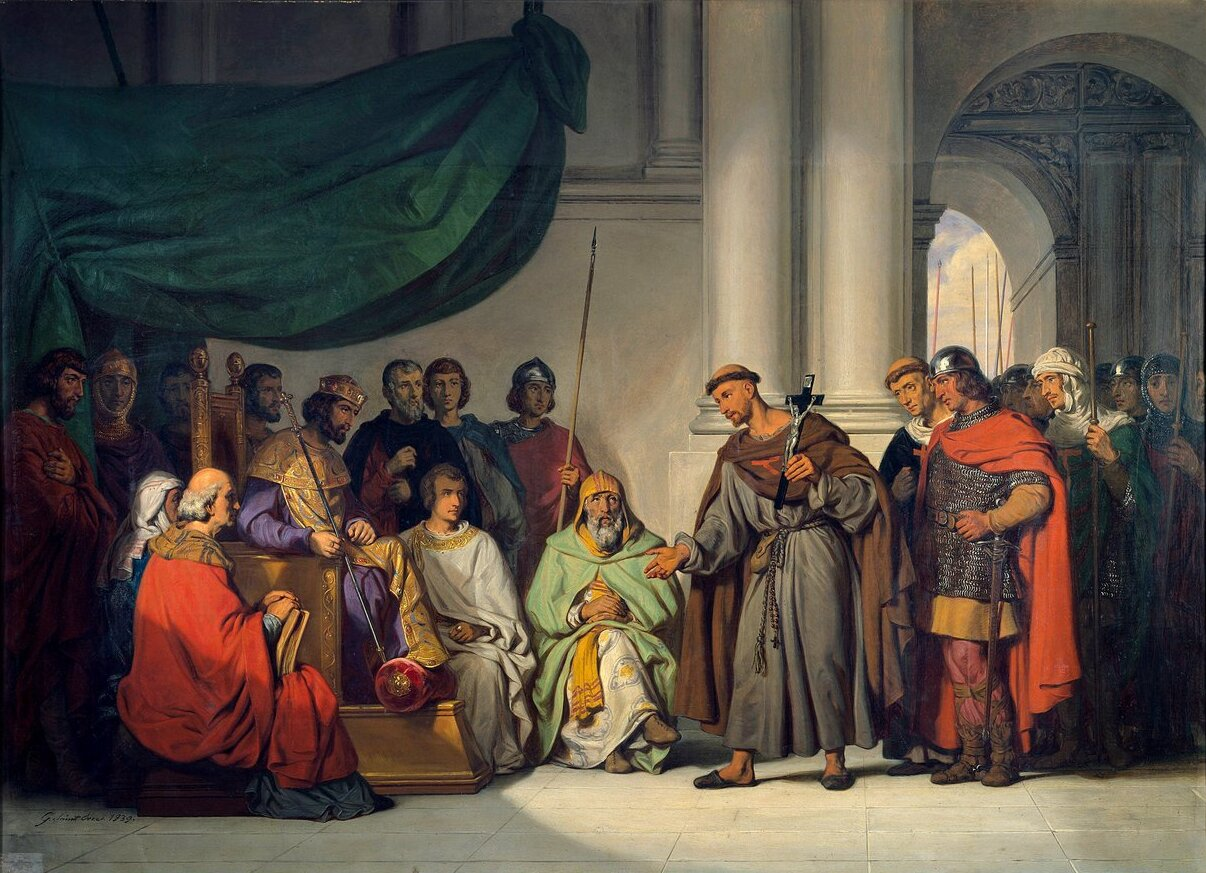
Pietro l'eremita al cospetto di Alessio I Comneno, in un dipinto del XIX secolo.

Nel 1096, quando le nubi minacciose che incombevano sull'impero bizantino, da Oriente e Occidente sembravano diradarsi, Alessio dovette affrontare le difficoltà provocate dall'arrivo dei cavalieri della Prima crociata. È ancora controverso il fatto se Alessio avesse richiesto o no una crociata in Oriente: sicuramente egli fece una richiesta di aiuto al papa Urbano II, accompagnata da richieste di trattative per una riunificazione ecclesiastica, nel 1089, ma molto probabilmente si trattava solo della richiesta di un corpo di spedizione per combattere i Turchi. Nello stesso periodo critico (1090-1091) in cui Costantinopoli era accerchiata, ci fu probabilmente una richiesta di aiuto al conte Roberto II di Fiandra: Anna parla di cinquecento cavalieri e di un «regalo di centocinquanta cavalli» che arrivarono quando Abū l-Qāsim minacciava Nicomedia, nella primavera del 1090. Questo fatto fu usato in seguito come "prova" di una richiesta di una crociata: erano tuttavia richieste generiche di aiuto in un momento critico per l'impero. Non ci fu mai un invito a intraprendere una crociata, anche perché il concetto stesso di "crociata" era estraneo al sentire orientale, Alessio sperava quindi di procurarsi molti mercenari a buon mercato. Fonti filo-latine posteriori (Teodoro Scutariote) parlano di un appello fatto al papa durante il Concilio di Piacenza del 1095, tuttavia queste fonti secondo alcuni storici moderni sono assai dubbie. Fra gli scrittori occidentali, Bernoldo di Costanza nel suo Chronicon compila un resoconto dettagliato del Concilio di Piacenza, a cui con tutta probabilità partecipò personalmente, e menziona una richiesta di aiuto da parte di ambasciatori Bizantini: tuttavia, la sua voce è isolata, e questa richiesta d'aiuto non compare in nessun'altra opera coeva in Occidente.

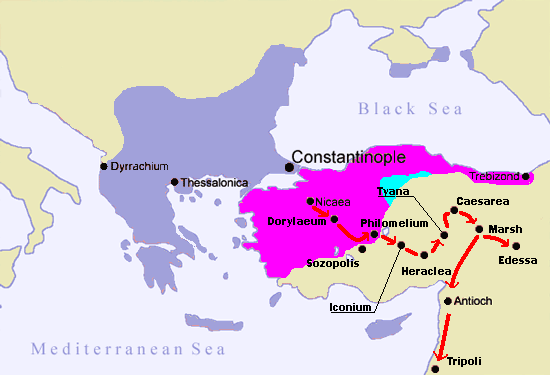
Il tragitto dei crociati tra il 1096 e il 1099.

Il primo gruppo di Crociati, guidato da Pietro l'eremita (che Anna chiama sarcasticamente Κουκούπετρος), arrivò a Costantinopoli il 1º agosto del 1096, destando la costernazione e l'imbarazzo di Alessio: egli infatti pensava a un aiuto da parte dell'Occidente nella sua guerra contro i Turchi, e non all'immenso stuolo di gente comune che si era invece riversato sulle sue terre, creando non poco scompiglio fin dal suo apparire nei Balcani.

Alessio affrontò il problema spedendo la moltitudine in Asia Minore (6 agosto 1096). Fin quasi subito emersero differenze e gelosie fra Franchi e Normanni: questi ultimi, circa 10.000 in tutto, saccheggiarono i dintorni di Nicea compiendo crudeltà orribili contro la popolazione civile, in massima parte bizantina e quindi cristiana (Anna riferisce che arrivarono a infilzare e arrostire al fuoco persino i neonati). Quando tornarono al campo, nei pressi di Elenopoli, nacquero dissidi con i Franchi, che invece erano rimasti al campo. I Turchi abilmente sfruttarono queste invidie: quando i Normanni attaccarono la vicina città di Xerigordos, lasciarono che essi penetrassero in città, prendendola poi con un furioso assedio, nel quale i Normanni o morirono, o furono presi prigionieri e spediti in Khorasan. Successivamente, i Turchi liquidarono anche il grosso delle forze di Pietro l'Eremita: Anna riferisce che lo stratagemma fu quello di diffondere nell'accampamento dei Franchi la falsa notizia che i Normanni avrebbero preso Nicea, e non avrebbero voluto dividere con nessuno il bottino. Anna aggiunge poi ironica:
I Turchi invece li attendevano in un'imboscata nei pressi del fiume Drakon, dove non si salvò quasi nessuno. L'intera operazione denotava una certa ambiguità nelle posizioni di Alessio (che Anna non conferma né smentisce), dato che Qilij Arslan I era in quel periodo in pace con l'Impero bizantino. Il disastro fu talmente grande, che le ossa dei morti furono usate in seguito per consolidare le mura di Nicea. Anna testimonia che molti decenni dopo si potevano ancora vedere le mura della città fatte di pietre mescolate a ossa.
Il secondo e assai più serio stuolo di cavalieri, guidato da Goffredo di Buglione, arrivò a Costantinopoli nel dicembre 1096, accompagnato dalla promessa di rifornirlo con vettovaglie in cambio di un giuramento di fedeltà feudale e della promessa che le vittorie da esso conseguite avrebbero fatto recuperare all'impero bizantino un numero di città importanti e di isole — Nicea, Chio, Rodi, Smirne, Efeso, Filadelfia, Sardi, e di fatto gran parte dell'Asia Minore (1097–1099).

Tuttavia, è innegabile che l'intenzione di alcuni cavalieri fosse quella di coronare l'antico sogno normanno di conquista dell'impero: soprattutto da parte di Boemondo, il quale era animato da sentimenti di vendetta dopo la sconfitta di Larissa del 1083. Per questo motivo a Boemondo non fu concesso il titolo di "Domestico dell'est", come egli aveva inizialmente chiesto, per paura che se ne servisse per danneggiare gli interessi dell'Impero. Ottenuto il giuramento feudale di quasi tutti i conti, Alessio fece traghettare le armate al di là del Bosforo nell'aprile 1097, mentre prendeva segretamente accordi con Raimondo di Saint-Gilles, conte di Tolosa, che era avversario personale di Goffredo di Buglione.

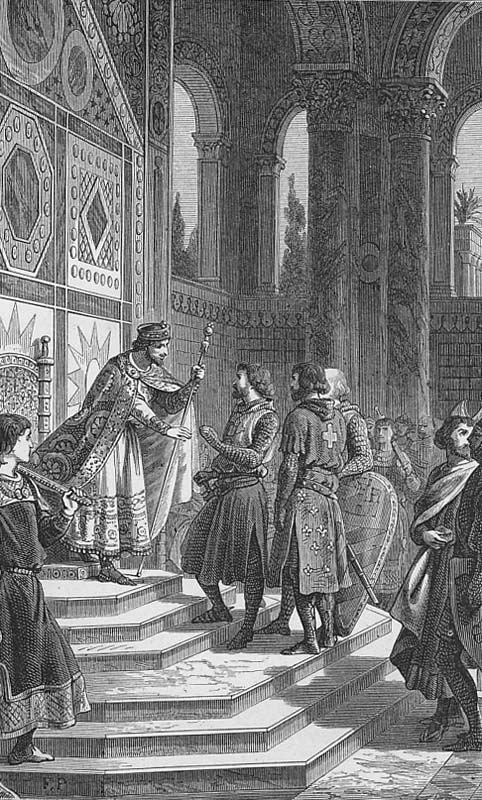
Alessio I Comneno mentre discute con Goffredo di Buglione attorniato dagli altri conti, presso la corte di Costantinopoli.

La prima operazione congiunta dell'esercito bizantino (comandato da Tatikios) e crociato fu la conquista di Nicea, che era stata lasciata inspiegabilmente sguarnita dal sultano Qilij Arslan, in quel momento impegnato in battaglia contro i Turchi della dinastia danishmendide a Melitene, in Armenia, l'assedio cominciò il 14 maggio. La mattina del 19 giugno i Crociati videro con stupore sulle torri della città issate le bandiere bizantine, infatti questi ultimi non fidandosi dei Crociati si erano accordati con la guarnigione turca che consegnò la città a patto che non ci sarebbero stati saccheggi e carneficine, cosa che sarebbe sicuramente successa con la conquista crociata. La città fu affidata a Manuele Butumite, i Crociati iniziarono a parlare di tradimento da parte dei Bizantini, ma questa mossa bizantina appariva in realtà consigliabile anche per salvare i civili di Nicea che erano Bizantini e non Turchi.
La marcia dell'esercito bizantino-crociato fu poi rapidissima, e seguì la vecchia strada romana che portava da Nicea a Dorileo e Iconio, e poi puntava a nord, verso Cesarea in Cappadocia, e infine, passando per Germanicea, terminava ad Antiochia: i Turchi furono ripetutamente sconfitti a Dorylaeum il 1º luglio 1097, a Hebraike, dove fu sconfitto il sultano Qilij Arslan I in persona, e infine ad Augustopoli. A questo punto i Turchi si ritirarono nell'interno dell'Anatolia, e l'esercito crociato puntò direttamente su Antiochia, dove arrivò il 21 ottobre 1097. Nel lungo assedio che ne seguì (fino al 3 giugno 1098), l'esercito bizantino inspiegabilmente si rifugiò a Cipro per ordine di Tatikios. Gli storici Latini imputano questa defezione alla vigliaccheria di Alessio; Anna dice che essa invece fu dovuta a uno stratagemma dell'odiatissimo Boemondo, che voleva fondare ad Antiochia un principato indipendente, rompendo quindi in modo fraudolento il giuramento fatto ad Alessio prima della partenza. La verità è che probabilmente Alessio non aveva nessuna intenzione di impegnarsi a fondo nella conquista di una città così lontana, e voleva invece consolidare prima i territori appena strappati ai turchi in Asia Minore. Così si spiega facilmente il fatto che inviò quasi subito suo cognato Giovanni Ducas in una spedizione per conquistare le città della costa ionica. Nel 1097 Giovanni Ducas partì da Nicea con un contingente militare, conquistò Pergamo, Sosandra e distrusse l'emirato di Smirne. Riconquistata la città si diresse ad Efeso, entrò nell'entroterra e conquistò Sardi e Filadelfia nel giugno del 1098, riportando i confini imperiali alla costa egea dell'Asia Minore.

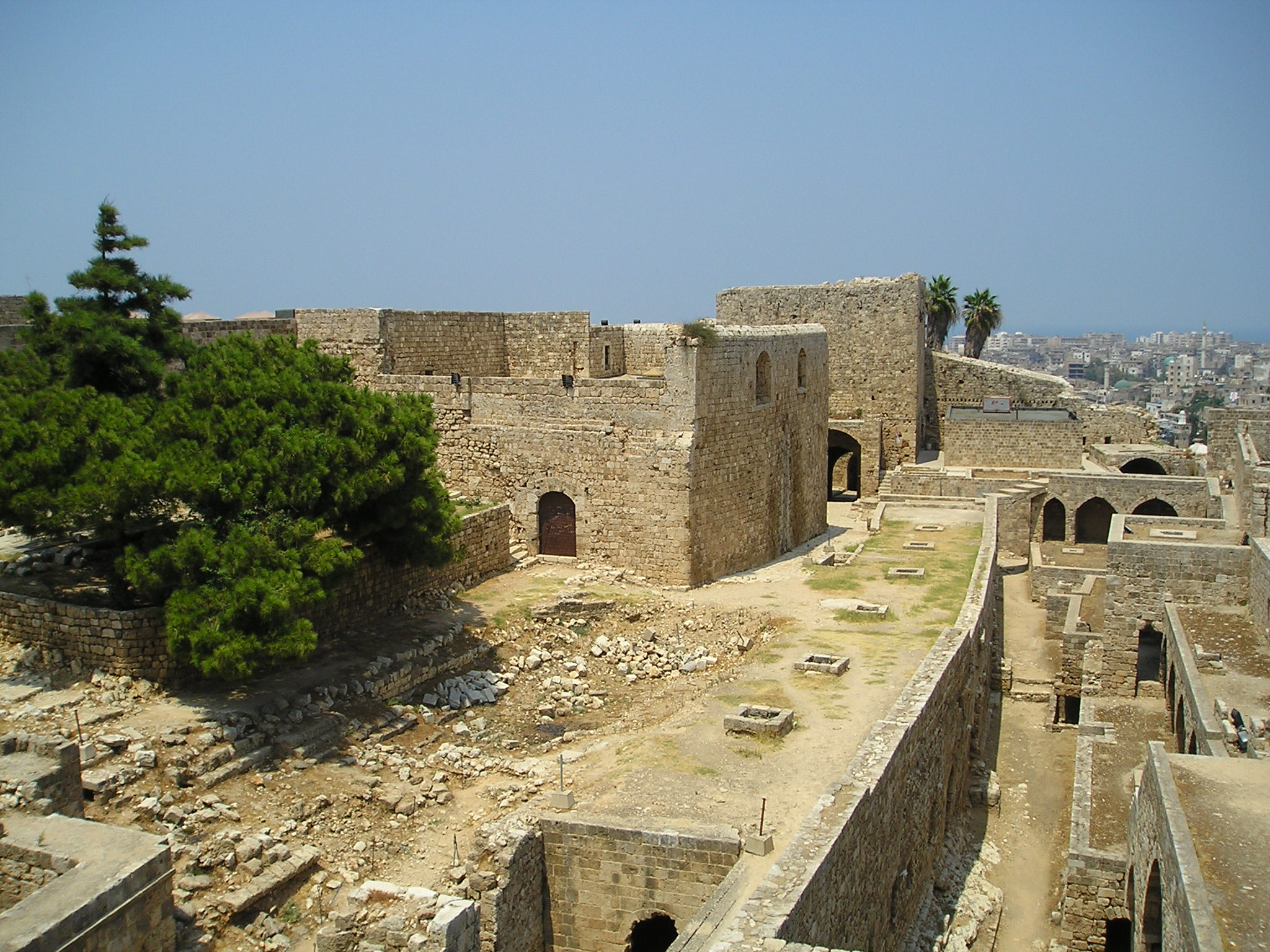
La cittadella di Tripoli in Libano.

I Crociati affrontarono quindi da soli il potente esercito turco, al comando di Kirbogha (Κουρπαγάν), emiro di Mosul, mandato dal sultano del Khorasan a rioccupare Antiochia: i Crociati, contro ogni aspettativa ("aiutati da una potenza divina" dice Anna) sbaragliarono l'esercito turco il 26 giugno 1098. Boemondo (come era prevedibile) fondò un principato indipendente: le violente proteste di Alessio non ebbero nessun effetto, e i Crociati proseguirono rapidamente nella conquista della costa della Siria. Conquistata la costa siriana, i Crociati giunsero rapidamente a Gerusalemme, che fu presa il 15 luglio 1099. Alessio appoggiò la candidatura di Raimondo IV di Tolosa a re di Gerusalemme, in modo da arginare le ambizioni di Boemondo, ma alla fine la corona fu offerta a Goffredo di Buglione, che la accettò col più modesti titolo di Advocatus (Difensore) di Gerusalemme.
Fu a questo punto che le ambizioni frustrate di Raimondo e le preoccupazioni di Alessio per la presenza di Boemondo ad Antiochia, vera e propria spina nel fianco nei possedimenti dell'impero, trovarono un potente punto di contatto. Quando i Crociati furono sconfitti di lì a poco a Ramleh, Alessio da abile politico sfruttò la situazione a proprio vantaggio: inviò subito un'ambasceria al califfo fatimide, riscattando i conti che erano stati presi in ostaggio, tra cui vi era anche Goffredo, comprando così la loro neutralità. Contemporaneamente, si accordò con Raimondo per rafforzare la presenza dei Crociati sulla costa siriana: per i Bizantini, egli chiese che Laodicea e di fatto tutte le città della costa siriana venissero riconsegnate all'impero, mentre in cambio Raimondo creava per sé la contea di Tripoli. I Bizantini sostennero finanziariamente Raimondo: Alessio ordinò al duca di Cipro, Eumazio Philokales, di collaborare con i Crociati nella costruzione del castello di Monte Pellegrino. In tal modo, Raimondo poteva efficacemente controllare eventuali mosse di Boemondo.

Sultanato di Rum

L'ardito piano di Alessio, e in particolare la consegna di Laodicea ai Bizantini, costrinse Boemondo a venire allo scoperto, rivelando i piani lungamente nascosti: il nipote Tancredi fu inviato ad assediare Laodicea. Raimondo "tentò di dissuaderlo" (così dice Anna), ma invano. Raimondo tornò alla sua roccaforte di Tripoli, mentre Tancredi entrava in Laodicea (1100). Antiochia rimaneva quindi la spina nel fianco della politica orientale di Alessio.

### Il secondo conflitto normanno (1105-1107)
Gli eventi di Laodicea furono l'inizio delle ostilità aperte fra Boemondo e l'impero. Tuttavia Boemondo dovette combattere contemporaneamente anche con i Turchi, il che facilitò enormemente il compito di Alessio. Infatti, non appena i Latini furono sconfitti nella battaglia di Harran (1104), Alessio fulmineo occupò le fortezze della Cilicia, Tarso, Adana e Mamistra, mentre la flotta bizantina, comandata dall'ammiraglio Cantacuzeno, occupava Laodicea e le altre città costiere fino a Tripoli.
Boemondo si rese conto di essere troppo debole, lasciò Tancredi ad Antiochia, e tornò in Italia (Anna dice che addirittura fece il viaggio dentro una bara, diffondendo la voce che Boemondo fosse morto, in modo da arrivare inosservato in occidente). Viaggiò poi in tutta Italia e Francia in cerca di aiuto, e nei suoi viaggi fu lui a contribuire maggiormente alla leggenda del tradimento di Alessio. Nonostante gli intenti di Boemondo fossero palesi, egli ottenne il sostegno del papa Pasquale II: quest'ultimo appoggiò l'idea di una "crociata" contro i Bizantini, stabilendo quindi una significativa differenza rispetto alla politica neutra nei confronti di Costantinopoli del suo predecessore, Urbano II.
Alessio però non attese i movimenti di Boemondo, e rafforzò le difese di Durazzo, e si stabilì con il grosso dell'esercito a Tessalonica. Il senso di sgomento per una probabile invasione normanna fu però grande: Anna racconta in una pagina affascinante dell'Alessiade:
Era infatti naturale che gli eventi insoliti che erano prossimi a verificarsi fossero preceduti da segni nei cieli. Fu visibile per quaranta giorni e quaranta notti, splendendo luminosa nel cielo a cominciare da ovest, e scomparendo a est [...] Basilio, recentemente nominato prefetto di Costantinopoli e uomo di provata lealtà, fu interpellato circa la cometa [...] in sogno ebbe una visione di San Giovanni evangelista, al quale implorò che gli spiegasse il significato della stella. "Predice una invasione dei Franchi (cioè, i Normanni) da ovest" disse l'evangelista "e il suo tramontare a est profetizza che saranno sconfitti nella corrispondente parte del mondo".»

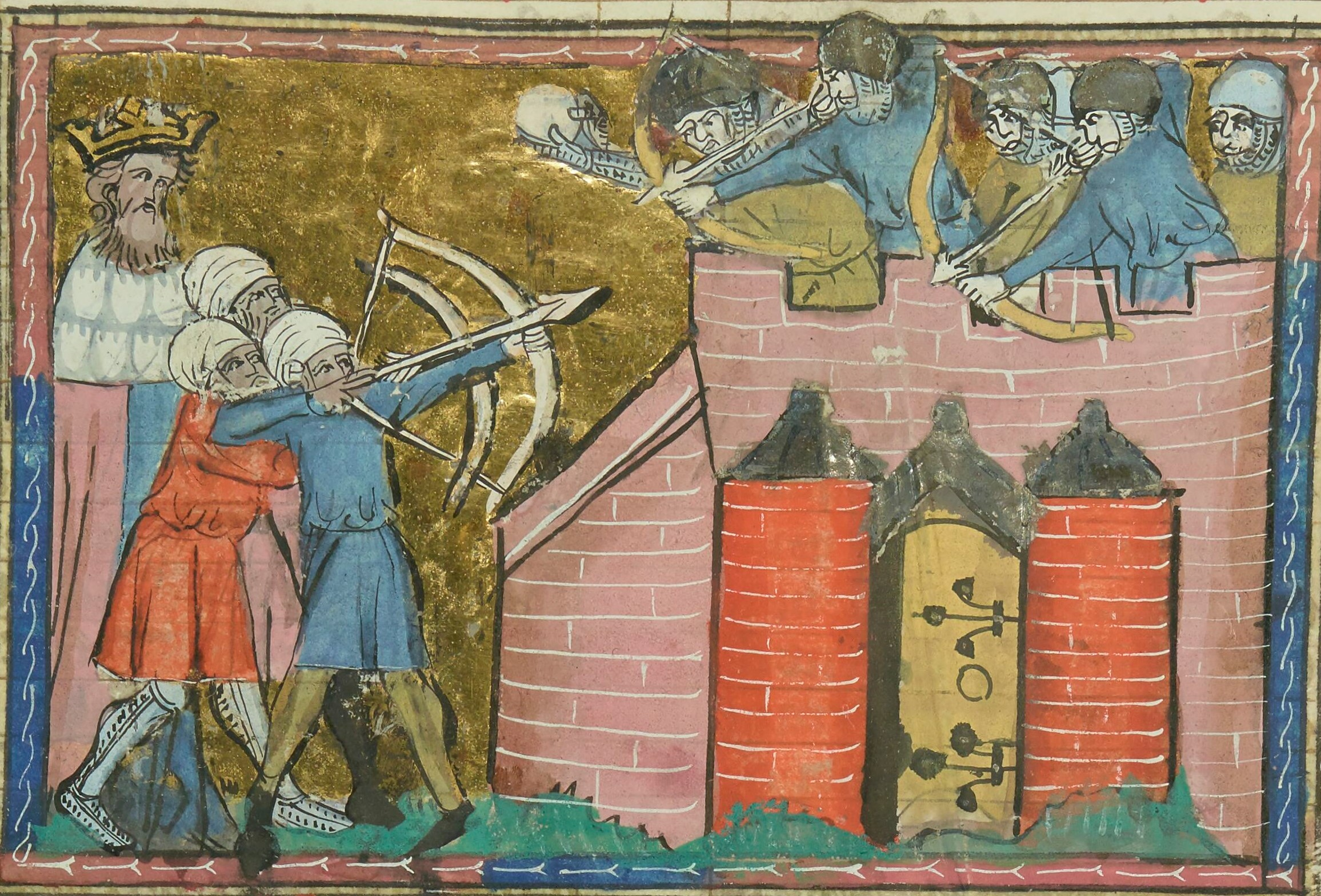
L'assedio di Antiochia del 1098 in una miniatura medievale francese del XIII secolo.

Dopo avere raccolto un esercito Boemondo attraversò il mare Adriatico da Otranto a Valona il 9 ottobre 1107, e si ripresentò sotto le mura di Durazzo, esattamente come ventisei anni prima: ma non aveva capito che i rapporti di forza erano notevolmente cambiati. Anzi, la sorprendente differenza fra l'esercito di Alessio nelle due battaglie di Durazzo mostra quanto si fosse rafforzato, di anno in anno, di battaglia in battaglia, l'esercito bizantino. In particolare, mentre nel 1081 mancava del tutto una flotta bizantina (tanto che Alessio in quella occasione dovette affidarsi completamente ai Veneziani), nel 1107 la flotta comandata da Isacco Contostefano (e poi, sostituito Isacco, da Mariano Mavrocatacalon, cognato di Anna e uno dei collaboratori più fidati di Alessio) fu determinante nel tagliare completamente i rifornimenti di Boemondo dalla Puglia. Contemporaneamente, Alessio interrompeva le comunicazioni con l'entroterra: una parte dell'esercito normanno fu sconfitto due volte da Cantacuzeno presso Valona (nell'ultima battaglia fu preso prigioniero il comandante in capo dell'esercito normanno, il conte Ugo di Saint Pol). L'assedio di Durazzo divenne quindi impossibile, e addirittura dileggiato dagli assediati, Boemondo fu costretto dopo meno di un anno a venire a patti, e ad accettare l'umiliante trattato di Devol (dal nome della città di Diabolis, ora Devoll, in Albania, settembre 1108). Il trattato stabiliva che Boemondo rinunciasse a qualsiasi pretesa di dominio sul mar Adriatico; Boemondo inoltre si riconosceva vassallo di Alessio e confermava il possesso bizantino di Laodicea e delle fortezze in Cilicia (Tarso Adana e Mamistra). In compenso si vedeva riconosciuto il potere su Antiochia, con il titolo di sebastocratore, cioè sotto forme simili a quelle di un dominio feudale: alla morte di Boemondo, il "feudo" d'Antiochia sarebbe comunque passato sotto il dominio diretto bizantino.
Dopo sei mesi Boemondo moriva: Tancredi però rimaneva saldo nel suo possesso di Antiochia, e i tentativi di Alessio di coalizzare i principi crociati in Terrasanta contro Tancredi fallirono. Il trattato di Devol sembra quindi avere mancato il suo scopo principale, cioè la resa di Antiochia; tuttavia, rafforzava notevolmente il dominio bizantino sul mar Adriatico e sui Balcani, spostando quindi definitivamente il baricentro dell'impero bizantino dall'Oriente e dall'Asia Minore all'Occidente. Se il trattato stabiliva quindi le linee generali della politica per gli anni a venire, metteva però l'impero bizantino in linea di collisione diretta con l'altra grande potenza balcanica, cioè il regno d'Ungheria. È significativo che tra i firmatari del trattato di Devol ci siano anche i rappresentanti del kral (cioè, re) d'Ungheria; Alessio, con la sua consueta preveggenza, favorì il matrimonio di suo figlio Giovanni con Piroska d'Ungheria (poi chiamata Irene), figlia del re Ladislao I d'Ungheria.

### Gli ultimi anni (1110-1118)

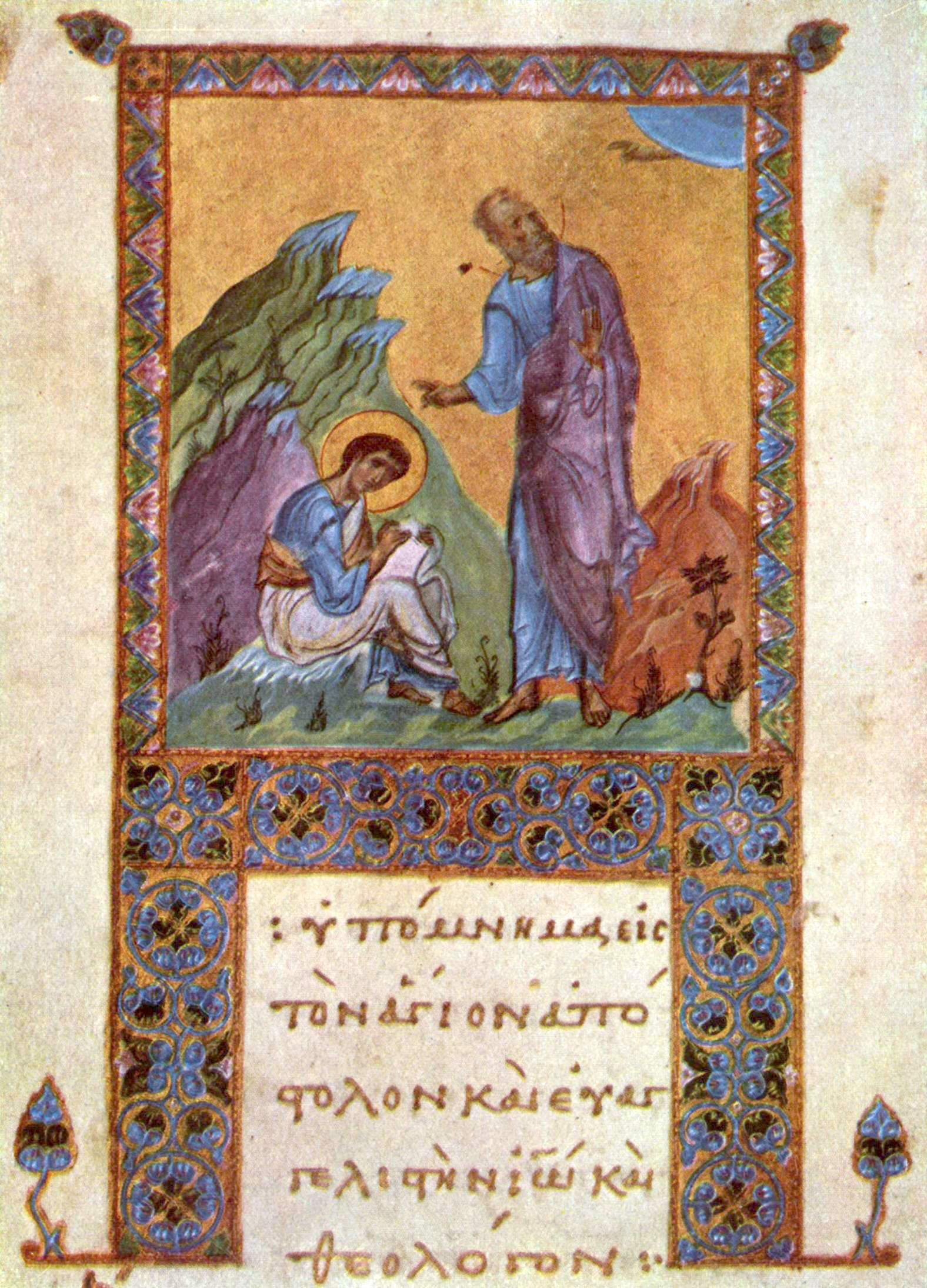
L'Evangelista Giovanni detta il Vangelo, in una pergamena del 1100 circa.

Durante gli ultimi anni di vita Alessio perse gran parte della sua popolarità. Gli ultimi anni (1110-1118) furono contrassegnati da persecuzioni dei seguaci delle eresie pauliciane e dei bogomili – uno dei suoi ultimi atti fu mandare al rogo Basilio, un capo bogomilo con cui egli aveva ingaggiato una disputa teologica. La descrizione trionfante del rogo di Basilio nell'ippodromo da parte di Anna è disgustosa, e rappresenta bene il clima di sospetto e di disputa teologica che caratterizzò questi ultimi anni di regno. C'è poi da dire che la persecuzione contro i bogomili aveva più che altro un carattere politico, in quanto essi costituivano (secondo la testimonianza precisa di Anna) una specie di enclave politica nella città di Filippopoli, e quindi potevano rappresentare un motivo di destabilizzazione nel cuore dei Balcani (come era già successo negli anni 1090-1091). Dal resoconto di Anna Comnena si intravede in questa repressione dei bogomili anche una certa avversione per il neoplatonismo, e in particolare per Giovanni Italo, che era succeduto a Michele Psello nella carica di "Console dei filosofi". Infatti, in un passo molto significativo, Anna contesta in egual misura manichei e filosofi neoplatonici, e dice di Porfirio che:
Alessio inoltre riprese il confronto con i Turchi (1110–1117): infatti, nel 1110 il figlio di Qiliğ Arslan, Melikshāh, riusciva a liberarsi dalla servitù dei Selgiuchidi di Aleppo (Qiliğ Arslān era morto in battaglia nel 1107 contro Ridwan ibn Tutush, re di Aleppo), e aveva ristabilito le sorti del Sultanato selgiuchide di Rūm, tanto da minacciare l'impero con le solite scorrerie fino a Nicea, che assediarono nel 1113 ma con un nulla di fatto. Nel frattempo un nuovo pericolo veniva da Occidente, rischiando di aprire la guerra su due fronti, infatti una marina composta da Pisani e Genovesi minacciava di saccheggiare la costa ionica dell'impero. Alessio per non rischiare la guerra su due fronti, firmò un trattato con i Pisani, a cui concedeva una base commerciale permanente a Costantinopoli. In tal modo Alessio poté concentrarsi per potere risolvere definitivamente la questione turca, e si lanciò in una grande campagna contro i Turchi, riuscendoli a vincere grazie anche a una nuova formazione, chiamata parataxis, nella battalgia di Filomelion (1116). Secondo quanto racconta Anna, la nuova formazione destò lo stupore e lo sgomento di Manalugh, il vecchio comandante delle truppe del nuovo sultano Melikshāh. Alessio però non si fidò di procedere oltre, verso Iconio, e quindi il confine alla sua morte rimase fissato alla città di Filomelio, fu l'ultima vittoria che Alessio ottenne, in quanto non combatté più dopo questa, visto il suo precario stato di salute.

### Morte
La morte di Alessio (15 agosto 1118) dovette essere dolorosa. Anna parla di "gotta" ma sottolinea pure che Alessio era estremamente parco nel mangiare; dalla descrizione nella fine del XV libro dell'Alessiade si intuisce però che Alessio morì per enfisema polmonare (forse per i frequenti attacchi d'asma?). L'agonia fu aggravata dalle ansie della successione che sua moglie Irene voleva alterare a favore del marito di sua figlia Anna, Niceforo Briennio, per il quale fu creato lo speciale titolo di panhypersebastos ("sopra tutti onoratissimo"). Questi intrighi secondo alcuni storici contemporanei disturbarono perfino le sue ultime ore di agonia. È significativo peraltro che Anna in questo punto della sua narrazione sia alquanto confusa e reticente: Zonara e Niceta Coniata riempiono molti dei vuoti di Anna, ma erano anche ammiratori entusiasti di Giovanni II Comneno, il quale, secondo Anna, non appena seppe che il padre stava morendo, si affrettò a occupare il palazzo imperiale, lasciando al capezzale la madre Irene e le sorelle Anna, Eudocia e Maria. Date queste circostanze storiche (chi riporta i fatti non era presente, e chi era presente non li riporta), è probabile che le ultime ore di Alessio Comneno rimarranno per sempre avvolte nel mistero.

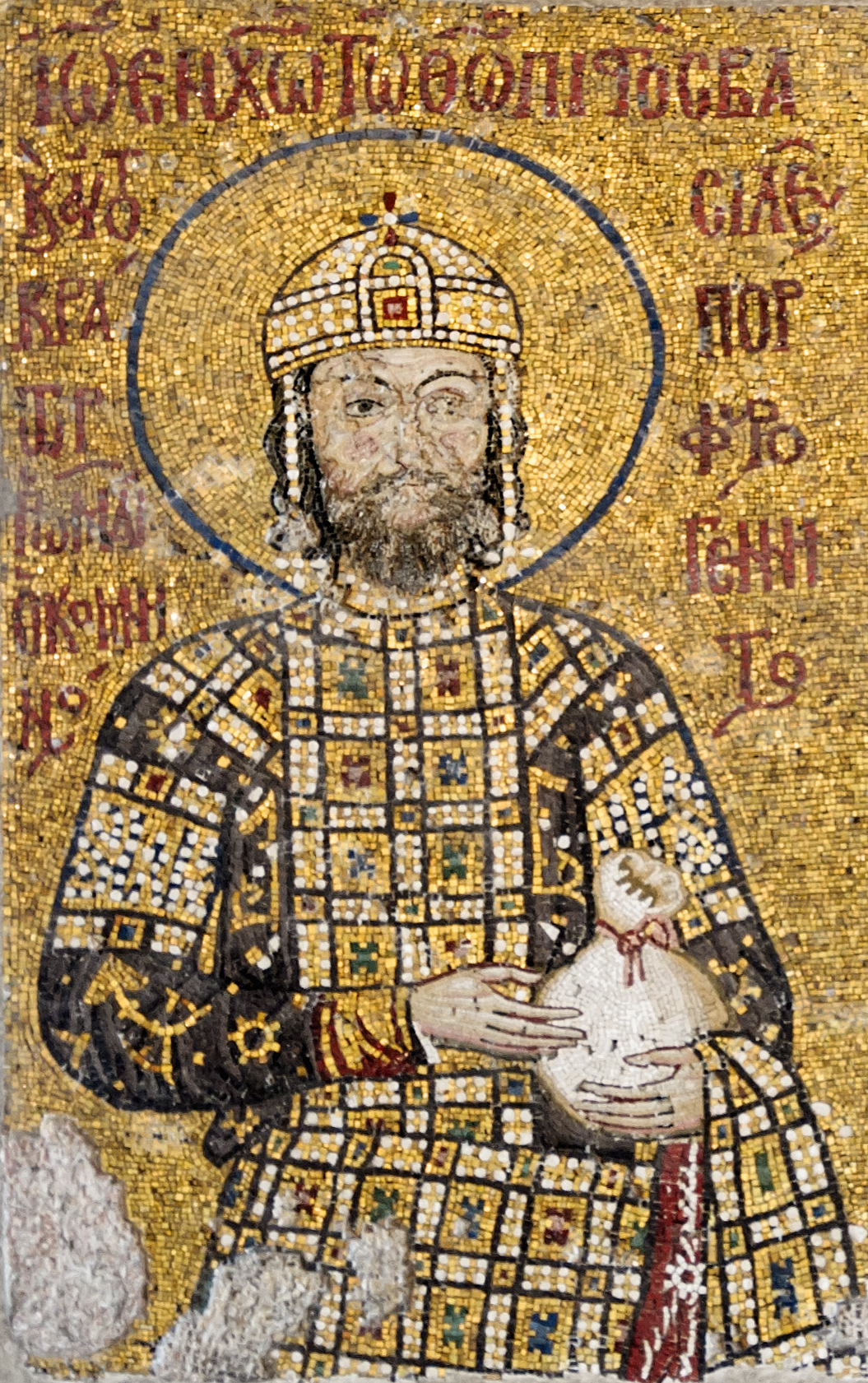
Giovanni II Comneno, figlio primogenito di Alessio I Comneno, che gli succedette al trono alla sua morte.

Quest'ultimo episodio mostra come Alessio fu fino alla fine estremamente sensibile all'influsso delle donne della sua famiglia: se negli ultimi anni fu sotto l'influenza della moglie Irene (che Anna stessa definisce molto devota e dedita solo allo studio delle sacre scritture), per gran parte del suo regno egli fu sotto la forte influenza di sua madre Anna Dalassena, una donna dotata di una sensibilità e saggezza politiche fuori dal comune. Ella, in modo unico e inconsueto, fu infatti incoronata come imperatrice augusta (ossia basilissa) al posto della moglie Irene. Dalassena fu l'effettiva amministratrice dell'impero bizantino durante le lunghe assenze di Alessio nelle campagne militari, ed ebbe una fortissima influenza sull'educazione dei numerosi figli di Alessio, fra cui la stessa Anna Comnena. A questo proposito, rimane tuttora un mistero il motivo per cui nell'Alessiade Anna Comnena non parli (se non di sfuggita) della morte di Anna Dalassena.

## Politica interna
Il complesso di riforme tese a migliorare e rafforzare l'esercito sotto il regno di Alessio sono la base di quella che è nota agli storici come "rinascita" dei Comneni. Tuttavia, per fare questo e per scalzare dal potere imperiale l'aristocrazia burocratica della capitale, che aveva dominato per gran parte dell'XI secolo (i famosi "quattordici imperatori" di Michele Psello), Alessio si alleò con i poteri nobiliari locali: cioè, si alleò con le grandi famiglie nobiliari di proprietari terrieri contro le quali avevano combattuto senza sosta tutti gli imperatori del X secolo, da Romano I Lecapeno fino a Basilio II. In questo senso, la riforma dei Comneni secondo alcuni storici è superficiale, e accelera invece il processo di destrutturazione della piccola proprietà terriera dei contadini-soldati (stratioti) su cui si basava il sistema dei thema inaugurato da Eraclio I (610-641). Il contadino-soldato, da piccolo proprietario diventa quindi un suddito del pronoiario (vedi sezione successiva), con delle forme simili al feudalesimo occidentale. Essendo questo in antitesi con il concetto statale (centralista) romano, anche se nell'immediato ciò permise di ricostituire un esercito, sulla lunga distanza le concessioni fatte all'aristocrazia terriera finirono per accelerare il collasso dell'impero verso la catastrofe della Quarta crociata.

### Il sistema dellaprònoia
Un esempio di questa progressiva feudalizzazione è dato dal sistema usato per arruolare sudditi Bizantini, quello della pronoia: come ricompensa per il servizio militare prestato, si consegnavano ai cittadini illustri dei terreni perché li amministrassero (εἰς πρόνοιαν). L'usufruttuario non era padrone del fondo (che era invece proprietà dello Stato): non poteva quindi venderlo, e inizialmente neppure lasciarlo in eredità, la pronoia infatti finiva generalmente alla morte del concessionario. Tuttavia, il concessionario poteva gestire tutti i beni presenti sul fondo, contadini compresi, i quali pagavano a lui le tasse e gli altri introiti del terreno: il concessionario era insomma il rappresentante dello Stato per i cittadini del fondo.
A rendere questo istituto ancora più simile a un feudo fu la sua militarizzazione: inizialmente infatti, quando fu introdotta verso la metà dell'XI secolo, la pronoia non aveva nessun carattere militare. Sotto il regno di Alessio invece, la concessione di un terreno in pronoia implicava che il concessionario partecipasse alle guerre (di solito, a cavallo e con l'armatura), e accompagnato da una truppa di fanteria, più o meno numerosa a seconda dell'estensione del fondo.

### Svalutazione e riforma monetaria (1092)

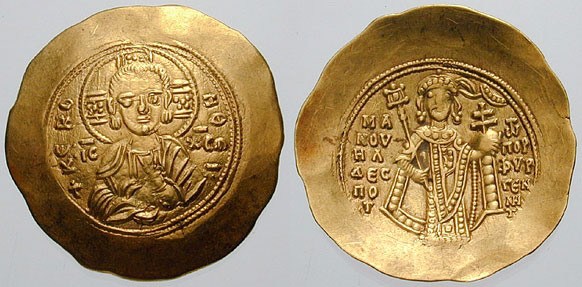
Hyperpyron emesso sotto il regno di Manuele I Comneno, nipote di Alessio I Comneno.

Dal punto di vista più strettamente economico, il prezzo pagato per il rafforzamento dell'esercito e l'espansione territoriale fu però elevato: inflazione, appalto delle imposte, corruzione.

Alessio infatti ereditò un impero con un esercito debole, e con le finanze dissestate: il vecchio sistema fiscale dei thema basato sul contadino-soldato (stratiota) era crollato nei decenni precedenti, tanto che nelle sue prime campagne contro i Normanni e contro i Peceneghi, Alessio fu costretto a vendere persino gli arredi ecclesiastici per fare fronte alle spese del suo esercito. In seguito Alessio riscattò parte dei beni impegnati: tuttavia, fu costretto a esercitare una pressione fiscale senza precedenti.
Segno dell'inflazione fu la circolazione, assieme al consueto nomisma d'oro, di monete di leghe inferiori. Questo da un certo punto di vista fu un vantaggio per il fisco, che metteva in circolazione monete di valore inferiore, ma poi nella tassazione esigeva monete in valore pieno; Alessio però nel 1092 si vide costretto a varare un'imponente riforma monetaria, in cui fissava un'equivalenza fra monete d'oro e monete di altre leghe. Venne abolito l'uso del nomisma d'oro puro, introducendo l'hyperpyron (letteralmente, "super-puro"), una moneta che pesava quanto il vecchio nomisma (4.55 grammi), ma era di una lega leggermente inferiore all'oro puro (venti carati e mezzo contro i ventiquattro del nomisma). L'hyperpyron era invece sicuramente "puro" rispetto ai nomisma di leghe inferiori che circolavano nei decenni precedenti.
La vecchia equivalenza 1 nomisma = 12 milaresia, la tradizionale moneta d'argento di due o tre grammi, venne sostituita da quella che legava 1 hyperpyron = 48 aspron trachy, che era una moneta di 4.55 grammi di una lega (biglione) di rame e argento, al 6% di argento. In sostanza si passava da una equivalenza oro/argento 1:8 a una decisamente più bassa, 1:3,3. La vecchia moneta aurea si era quindi svalutata a quasi un terzo del suo valore originale. L'hyperpyron avrà comunque una storia lunga, sopravvivendo al disastro della quarta crociata (1204): l'ultima emissione di hyperpyron risale alla coreggenza di Giovanni V Paleologo e Giovanni VI Cantacuzeno (1347-1354).

### Evoluzione dei titoli
Segno di tutti questi fenomeni sociali (feudalizzazione, inflazione, corruzione) fu anche la progressiva svalutazione di alcuni titoli: il titolo di cesare (Καίσαρ), che sotto il regno di Romano IV Diogene era ancora un titolo elevato, al tempo di Alessio passa in secondo piano con l'introduzione del titolo del sebastocratore (sebastos più autocrator), creato appositamente per il fratello Isacco Comneno. Con questo stratagemma Alessio poté adempiere senza problemi alla promessa fatta al pretendente Niceforo Melisseno di assegnargli il titolo di cesare. La burocrazia bizantina si produsse poi in una serie infinita di combinazioni: si assiste in questo periodo alla creazione di titoli altisonanti, come panhypersebastos, panentimohypertatus, protosebastos, che evidentemente dovevano assolvere efficacemente allo scopo di placare la vanità umana. Titoli altisonanti vennero concessi anche a stranieri: il doge di Venezia diventa sebastos (come pure Boemondo nel trattato di Devol), e si registra persino un turco insignito del titolo di duca di Anchialos.
Anna riporta poi con estrema precisione tutta una serie di titoli usati nell'esercito (exousiasta, thalassocrator, duca della flotta, drungarius) il cui significato preciso non è ancora noto, e che non compaiono (o compaiono, ma sono di importanza inferiore) nella cronografia di Michele Psello. Un altro esempio di svalutazione dei titoli è dato dalla gerarchia nei thema: mentre fino a pochi decenni prima, la gerarchia stratego-catapano-duca aveva ancora significato, sotto Alessio il ruolo venerando dello stratego scompare del tutto. A capo dei vari thema (che peraltro si riducono molto di estensione e importanza) vengono creati solamente duchi, mentre i catepani sono solamente poco più che un collaboratore dei duchi.

### Rapporti con la Chiesa
Inizialmente sotto Alessio i rapporti con la Chiesa furono tesi: un elemento di tensione era l'istituto del charisticium, simile alla prònoia, in cui i monasteri e proprietà dei monasteri venivano affidati a un concessionario. Ma mentre prima di Alessio il concessionario era un'autorità ecclesiastica, sotto Alessio fu l'imperatore stesso a dare in concessione proprietà ecclesiastiche a laici, come una sorta di beneficio in cambio per esempio del servizio militare. Questo fu dovuto alla estrema necessità di denaro a cui l'impero doveva fare fronte nei numerosi conflitti del regno di Alessio: ai tempi della prima guerra contro i normanni Alessio si vide costretto persino a confiscare i tesori delle chiese. La reazione da parte degli ecclesiastici fu violenta, e Alessio nel 1082 emise una crisobolla in cui vietava nel futuro la confisca dei beni ecclesiastici.
Tuttavia nel seguito i rapporti con la Chiesa furono molto buoni: nel caso della lotta contro i Bogomili e nella disputa con Giovanni Italo, l'accordo fra Alessio e il Patriarca di Costantinopoli Nicola III Kyrdiniates (detto il "Grammatico") fu completo. Alessio inoltre si adoperò in favore dei monasteri rigidamente ascetici, garantendo ampi diritti di immunità e di autonomia politica al monastero di San Giovanni a Patmo e ai monaci di Monte Athos.
Nel 1107 Alessio attuò una riforma del clero, con cui veniva istituito un ordine di predicatori, che dovevano avere a cura la moraità popolare nelle proprie parrocchie. Da ricordare che Alessio fece edificare un grande ospedale e ostello per i poveri, che si trovava nell'attuale zona del palazzo di Topkapı.

## Fonti

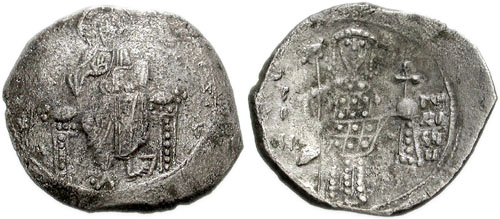
Aspron trachy di Alessio I in biglione.

La principale fonte sulla vita di Alessio I Comneno è l'Alessiade scritta da Anna Comnena, figlia primogenita di Alessio: essa è una biografia molto dettagliata della vita di Alessio, e copre pressappoco il lasso di tempo dal regno di Romano IV Diogene, fino alla morte di Alessio avvenuta nel 1118. Edward Gibbon, il famoso storico britannico del XVIII secolo, ha un giudizio molto negativo sull'Alessiade. Anche studi moderni evidenziano alcune incongruenze: Anna è reticente su fatti che potrebbero mettere in cattiva luce l'imperatore (per esempio i rapporti con il sultano Kiliğ Arslan); è abbastanza imprecisa nelle date, anticipando fatti posteriori, qualche volta omettendole del tutto; la sua geografia è molto vaga; ha una fastidiosa abitudine a nascondere alcuni fatti, in particolare il racconto delle ultime ore di Alessio (libro XV) è quanto mai confuso e poco convincente. Infine, Anna parla pochissimo del fratello Giovanni II Comneno, che succedette al padre: dai pochi riferimenti, si nota un'animosità non comune, dovuta al fatto che Anna sperò per anni di succedere al trono. Quando questa sua ambizione rimase frustrata, Anna partecipò con la madre Irene a una congiura per abbattere il fratello, ma venne scoperta e per questo esiliata in un convento, dove passò il resto della sua vita.
Gli storici moderni (come Georgij Aleksandrovič Ostrogorskij) tendono a considerare l'Alessiade nel suo complesso come una fonte di primo piano, dato che Anna fu pur sempre un personaggio di rilievo a corte, e che poteva quindi disporre di testimonianze e documenti originali in qualsiasi momento. La stessa Anna dice che parte dell'Alessiade è desunta dalla storia di Niceforo Briennio, e parte dai dialoghi fra Alessio Comneno e Giorgio Paleologo, o fra Alessio e l'imperatrice Irene, a cui lei stessa fu presente. La storia sarebbe stata poi completata da informazioni di seconda mano, che Anna con tutta probabilità aggiunse, integrandole con le memorie personali, nei lunghi anni in cui fu confinata in convento, morì nel 1153, sotto il regno del nipote Manuele I Comneno (1143-1180). Una prova della veridicità dell'Alessiade sarebbe la presenza di parecchi fatti non riportati da storici latini contemporanei, in particolare nel racconto della prima crociata: per esempio l'Alessiade è l'unica fonte che contiene il testo integrale del trattato di Devol.
Altre fonti coeve sono una storia incompiuta scritta dal marito di Anna, Niceforo Briennio, e che copre il periodo 1057-1081. L'opera tratta brevemente dell'ascesa della famiglia dei Comneni, ma si interrompe a metà del regno di Niceforo III Botaniate. Da essa Anna trae notizie soprattutto per quanto riguarda l'ultimo periodo del regno di Botaniate, tuttavia non può essere messa a paragone con l'Alessiade, in quanto egli non era un bravo scrittore, infatti la sua opera è scritta con termini semplici con poche similitudini e metafore.
Un'altra fonte di primo piano è la parte conclusiva dell'Epitome di Giovanni Zonara, un alto funzionario imperiale che visse a cavallo fra il regno di Alessio e di Giovanni. Pur essendo dipendente dall'Alessiade, il racconto di Zonara aggiunge dettagli importanti che mancano nella storia di Anna Comnena: Zonara infatti fu probabilmente a conoscenza di una fonte indipendente, che non ci è stata trasmessa. Alcune incongruenze fra il racconto di Zonara e l'Alessiade sono dovute al fatto che Zonara fu un ammiratore entusiasta dell'imperatore Giovanni.
Niceta Coniata ci fornisce una descrizione completa sulla morte di Alessio e la successione svelta di Giovanni, raccomandata dal padre, per non permettere alla moglie e alla sorella di potergli rubare il trono. Dalla breve descrizione che Niceta fa del rapporto tra Alessio e Giovanni, si può ben capire che Alessio amava molto il proprio figlio primogenito. Niceta è da considerarsi la fonte più attendibile per la morte di Alessio.

## Famiglia
Dal matrimonio con Irene Ducaena, Alessio ebbe nove figli:
- Anna Comnena, che sposerà Niceforo Briennio[32];
- Maria Comnena, che sposerà Gregorio Gabra, e in seconde nozze Niceforo Euforbeno Catacalo[32];
- Giovanni II Comneno, successore al trono[32];
- Andronico Comneno, sebastocratore[32];
- Isacco Comneno, sebastocratore[32];
- Eudocia Comnena, che sposerà Michele Iasite[32];
- Teodora Comnena, che sposerà Costantino Courtice, e in seconde nozze Costantino Angelo. Ella fu la nonna degli imperatore Isacco II Angelo e di Alessio III Angelo[32];
- Manuele Comneno[32];
- Zoe Comnena[32].

Fonti russe successive affermano anche l'esistenza di un'altra figlia, Barbara, che avrebbe sposato il Gran Principe di Kiev Svjatopolk II, ma la sua esistenza è considerata un'invenzione successiva dagli storici moderni.

## Ascendenza
|                   |                 |                   | Genitori |  |  | Nonni                   |  |  | Bisnonni |  |
|                   |                 |                   |          |  |  | Manuele Comneno Erotico |  |  | …        |  |
|                   |                 |                   |          |  |  | Manuele Comneno Erotico |  |  | …        |  |
|                   |                 | …                 |          |  |  | Manuele Comneno Erotico |  |  |          |  |
| Giovanni Comneno  |                 |                   |          |  |  | Manuele Comneno Erotico |  |  |          |  |
|                   |                 | Maria ?           | …        |  |  |                         |  |  |          |  |
|                   |                 | Maria ?           | …        |  |  |                         |  |  |          |  |
|                   |                 | Maria ?           | …        |  |  |                         |  |  |          |  |
| Alessio I Comneno |                 | Maria ?           |          |  |  |                         |  |  |          |  |
|                   | Alessio Caronte | …                 |          |  |  |                         |  |  |          |  |
|                   | Alessio Caronte | …                 |          |  |  |                         |  |  |          |  |
|                   | Alessio Caronte | …                 |          |  |  |                         |  |  |          |  |
| Anna Dalassena    | Alessio Caronte |                   |          |  |  |                         |  |  |          |  |
|                   |                 | Adriana Dalassena | …        |  |  |                         |  |  |          |  |
|                   |                 | Adriana Dalassena | …        |  |  |                         |  |  |          |  |
|                   |                 | Adriana Dalassena | …        |  |  |                         |  |  |          |  |
|                   |                 | Adriana Dalassena |          |  |  |                         |  |  |          |  |